# (34661) 2000 WQ165
2000 WQ165 (asteroide 34661) é um asteroide da cintura principal. Possui uma excentricidade de 0.08086770 e uma inclinação de 10.84112º.
Este asteroide foi descoberto no dia 23 de novembro de 2000 por NEAT em Haleakala.